# Marcel Tiemann
Marcel Tiemann (* 19. März 1974 in Hamburg) ist ein ehemaliger deutscher Automobilrennfahrer.

## Karriere
Sein Vater Hans-Jürgen Tiemann eröffnete 1978 den Heide-Park bei Soltau und war in den 1990er Jahren als Fahrer und Sponsor im Tourenwagen-Motorsport auf dem Nürburgring erfolgreich, insbesondere im Jahr 1999, in dem Tiemann/Zakowski alle VLN-Läufe, die VLN-Meisterschaft sowie zum zweiten Male das 24-Stunden-Rennen auf dem Nürburgring gewannen.
Vom Vater motiviert, machte Marcel schon mit 16 den Führerschein und nahm ohne große Ambitionen an Rennsport-Lehrgängen teil. 1992 debütierte er mit 18 Jahren in der ADAC Formel Junior. Die nach dem Abitur begonnene Bankkaufmann-Lehre schloss er 1995 erfolgreich ab. 1994 wurde Tiemann Deutscher Formel-Renault-Meister und wechselte zur kommenden Saison in die Deutsche Formel-3-Meisterschaft, wo er lediglich den 13. Platz in der Gesamtwertung erzielen konnte. 1996 gewann er jedoch das prestigeträchtige F3-Rennen im Rahmenprogramm des Großen Preises von Monaco, worauf er ab 1997 Werksfahrer bei Mercedes-Benz wurde.
Im Sportwagen Mercedes-Benz CLK-GTR war er im Rahmen der FIA-GT-Meisterschaft 1997 beim Team AMG und 1998 beim Team Persson Motorsport unterwegs. 1999 kam er aufgrund der Unfallserie der beiden Mercedes-Benz CLR in Le Mans im weiteren Verlauf des Jahres nicht mehr zum Einsatz.
Ab 2000 war er in der DTM aktiv, zunächst weiter bei Mercedes, dann ab 2003 bei Opel, für die er im selben Jahr das 24-Stunden-Rennen auf dem Nürburgring gemeinsam mit Manuel Reuter, Timo Scheider und Volker Strycek gewann.
Auf Manthey-Porsche gewann er seit 2006 dieses Rennen weitere vier Mal, so dass die Familie Tiemann nun insgesamt sieben Gesamtsiege aufweisen kann.
Am 23. Mai 2010 wurde Tiemann in einem Startunfall bei den GT-Open in Imola (San Marino) verwickelt. Der Audi R8 LMS GT3 wurde von mehreren Fahrzeugen getroffen und Marcel Tiemann dabei lebensgefährlich verletzt. Im Krankenhaus stellte man einen angebrochenen Halswirbel, mehrere gebrochene Rippen und ein Schädel-Hirn-Trauma fest. Er konnte nach einer gesundheitlichen Besserung im Krankenhaus von Imola in das Münchener Klinikum Großhadern verlegt werden.
Nach einer sehr langen Rehabilitationsphase kann Tiemann wieder am normalen Leben teilnehmen, nicht jedoch als Profi-Rennfahrer. Im Sommer 2012 saß Tieman erstmals wieder in einem Rennfahrzeug und bewegte das Fahrzeug auf einer Teststrecke. Er bedankte sich anschließend bei seinem Freund, der diese Fahrt organisierte sowie bei der Audi Driving Experience.
Im Mai 2013 nahm er – unterstützt von der Mercedes-Benz AG – mit einem Rennpartner an der Oldtimer-Zuverlässigkeitsfahrt Mille Miglia teil und fuhr dort einen Mercedes-Rennwagen vom Typ SSK von 1928.

## Statistik

### Karrierestationen
- 1994 Deutscher Formel Renault Meister
- 1996 Sieger des Formel-3-Laufes in Monaco
- 1997–2000 Werksfahrer, Mercedes-Benz CLK-GTR
- 1999 24-Stunden-Rennen von Le Mans mit Mercedes-Benz CLR
- 2000 DTM
- 2001 Zweiter im German V8 Star Championship
- 2002 Porsche Supercup mit Manthey Racing
- 2003–2004 Werksfahrer bei Opel
- 2003 Sieger beim 24-h-Rennen Nürburgring mit Phoenix Racing, Opel
- 2006 Sieger beim 24-h-Rennen Nürburgring mit Manthey Racing, Porsche
- 2007 Sieger beim 24-h-Rennen Nürburgring mit Manthey Racing, Porsche
- 2008 Sieger beim 24-h-Rennen Nürburgring mit Manthey Racing, Porsche
- 2009 Sieger beim 24-h-Rennen Nürburgring mit Manthey Racing, Porsche